# 萨兰-方丹
萨兰-方丹（法語：Salins-Fontaine，法語發音：[salɛ̃ fɔ̃tɛn]）是法国萨瓦省的一个市镇，属于阿尔贝维尔区。该市镇于2016年1月1日由原市镇萨兰莱泰尔姆和方丹勒皮合并而成，行政中心位于萨兰莱泰尔姆。

## 地名
“方丹”（Fontaine）意为“泉”。法语地名通名在“枫丹白露”（Fontainebleau）等少数拥有传统译名的地名中译作“枫丹”，不过在《世界地名翻译大辞典》、《世界地名译名词典》和《法国地图册》等主流地名译名类书籍资料中多译作“方丹”。

## 地理
萨兰-方丹（45°28'21"N, 6°31'46"E）面积8.64 平方千米，位于法国奥弗涅-罗讷-阿尔卑斯大区萨瓦省，该省份为法国东部省份，历史上为薩伏依的一部分，北起上萨瓦省，西接伊泽尔省和安省，南部和东部与上阿尔卑斯省和意大利接壤。
与萨兰-方丹接壤的市镇（或旧市镇、城区）包括：布里德莱班、费松叙萨兰、穆捷、莱贝尔维尔、大艾格布朗什。
萨兰-方丹的时区为UTC+01:00、UTC+02:00（夏令时）。

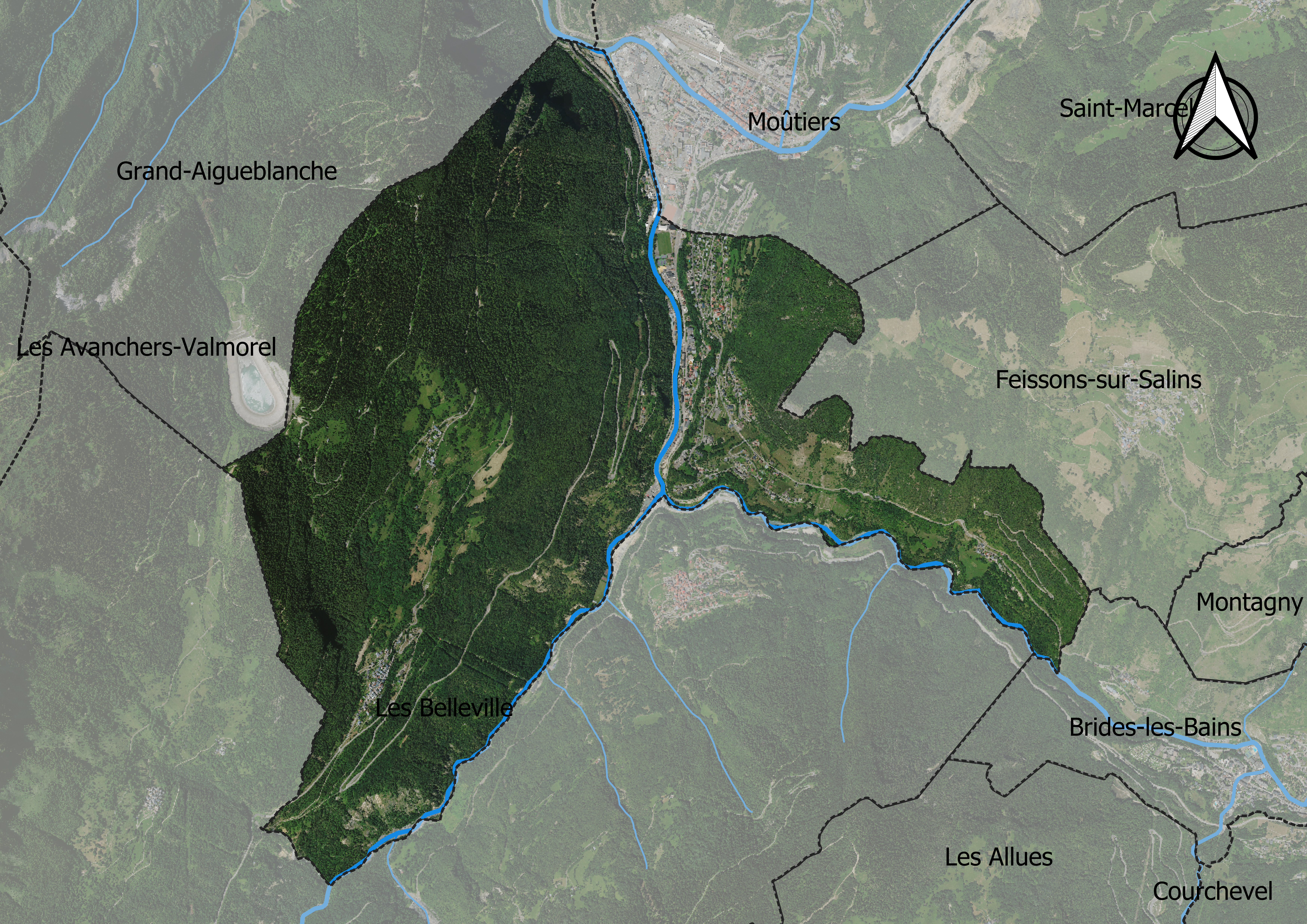
萨兰-方丹的卫星地图

## 行政
萨兰-方丹的邮政编码为73600，INSEE市镇编码为73284。

## 政治
萨兰-方丹所属的省级选区为穆捷县。

## 人口
萨兰-方丹于2022年1月1日时的人口数量为959人。